# Mas el Pou (la Quar)
El mas el Pou és una masia ubicada al terme municipal de la Quar, al Berguedà. Està inventariada al mapa de patrimoni de la Generalitat de Catalunya com a element arquitectònic amb el número IPAC-3535.

## Descripció i característiques
El mas el Pou és una masia d'estructura clàssica coberta a dues vessants i amb el carener perpendicular a la façana de migdia, on hi ha una gran porta d'arc de mig punt feta amb dovelles de considerables dimensions. Les finestres es reparteixen pels murs de llevant, migdia i ponent i són de reduïdes dimensions, amb llindes de pedra. Pel sector de ponent la masia presenta un petit cos rectangular adossat perpendicularment al mur que dona accés a la planta baixa de la masia i als corrals, situats a tramuntana. Els murs són fets amb maçoneria irregular però les cantoneres són de carreus regulars i polits.

## Història
La masia del Pou fou una de les propietats del monestir de Sant Pere de la Portella i els seus habitants eren vassalls de l'abat. Documentada en el Fogatge de l'any 1553, es va construir al segle xvii o començaments del segle xviii. Resta deshabitada des de la Guerra Civil.